# 坎農鎮區 (明尼蘇達州基特遜縣)
坎農鎮區（英語：Cannon Township）是位於美國明尼蘇達州基特遜縣的一個行政鎮區。

## 歷史
坎農鎮區於1904年設立，得名自縣政府專員托馬斯·坎農（Thomas Cannon）。

## 地方資料
坎農鎮區的面積為92.60平方千米，當中陸地面積為92.52平方千米，而水域面積為0.08平方千米。根據2020年美國人口普查的數據，當地共有人口18人，而人口密度為每平方千米0.19人。